# Крутков, Юрий Александрович
Юрий Алекса́ндрович Крутков (1890—1952) — русский и советский физик-теоретик. Профессор (1921), член-корреспондент АН СССР (1933), доктор физико-математических наук honoris causa (1934).

## Биография

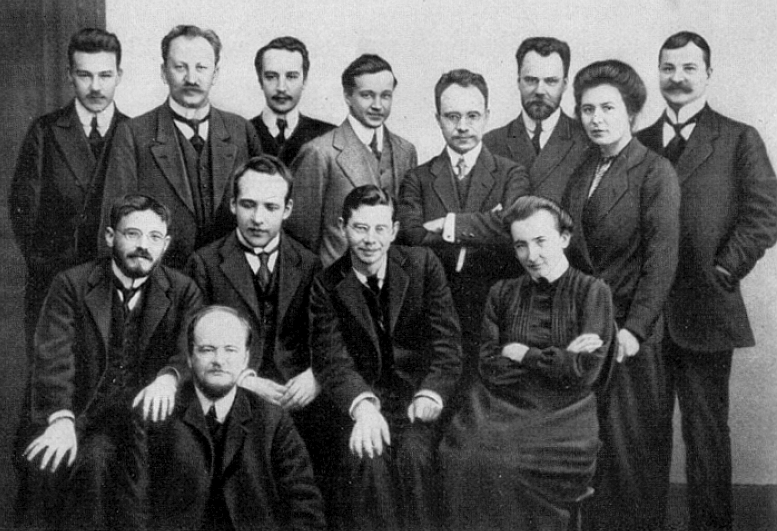
Петербургский кружок физиков. 1-й ряд: Д. С. Рождественский. 2-й ряд (сидят слева направо): П. С. Эренфест, Г. Г. Вейхардт, Г. П. Перлиц, Т. Афанасьева-Эренфест. 3-й ряд (стоят слева направо): В. Р. Бурсиан, А. Иоффе, Ю. А. Крутков, В. М. Чулановский, Л. Д. Исаков, А. А. Добиаш, Я. Р. Шмидт, К. К. Баумгарт

Родился 29 мая 1890 года в Санкт-Петербурге в интеллигентной семье. Его отец, Александр Фёдорович Крутков, окончивший историко-филологический факультет Санкт-Петербургского университета (1871), преподавал греческий язык (1872—1886), с 1881 по 1886 год был инспектором в 3-й Санкт-Петербургской гимназии, с 1886 — в 5-й гимназии; мать — Мария Ивановна, урождённая Ветвеницкая — сестра генерала И. И. Ветвеницкого и дочь протоиерея Воскресенской церкви Пантелеимоновской больницы на Удельной, Иоанна Афанасьевича Ветвеницкого. Вскоре семья переехала на Украину, где А. Ф. Крутков работал директором гимназии в Златополе и Лубнах. В 1906 году семья возвратилась в Петербург, а через два года Юрий Крутков поступил на физико-математический факультет Петербургского университета. Там он слушал лекции И. И. Боргмана, О. Д. Хвольсона, Д. С. Рождественского, В. А. Стеклова и др., участвовал в деятельности студенческих кружков, вскоре стал посещать семинары П. Эренфеста. Осенью 1913 — зимой 1914 года Крутков посетил Голландию, гостил у Эренфеста. В 1915 году окончил университет и был оставлен при кафедре физики для подготовки к профессорскому званию.
С 1918 года Крутков активно участвовал в становлении советской физики: создании Рентгенологического и радиологического института, читал лекции в новообразованном Политехническом институте, в работе образованной при Государственном оптическом институте (ГОИ) Атомной комиссии (в протоколе первого заседания комиссии от 21 января 1919 года среди организационных решений значилось: «п. 4. Обеспечить Ю. А. Круткова керосином и дровами, чтобы дать ему возможность работать продуктивно дома». В 1919 году Крутков защитил диссертацию на тему «Об адиабатических инвариантах». Привлёк к этой проблеме будущего академика, а тогда студента университета и «лаборанта при мастерских» ГОИ В. А. Фока, первые работы которого также были посвящены теории адиабатических инвариантов. В 1921 году Крутков стал профессором Ленинградского университета и старшим физиком Физико-математического института. В 1922 году избран председателем физического отделения Русского физико-химического общества, с 1924 года работал в Главной палате мер и весов. В 1922 году получил стипендию Рокфеллеровского фонда и отправился на стажировку в Германию и Голландию, где закупал оборудование и книги, активно налаживал научные связи (встречался с А. Эйнштейном, Г. А. Лоренцем, П. Дебаем и другими). Крутков сыграл определяющую роль в прояснении ошибочности позиции Эйнштейна в отношении результатов А. А. Фридмана, после чего Эйнштейн признал свою неправоту. В 1925—1926 и 1928 годах вновь посетил Западную Европу, побывав в Гёттингене, Гамбурге, Берлине.
В 1930-е годы Крутков читал лекции в ЛГУ, Военно-воздушной академии РККА, заведовал кафедрой теоретической механики Военно-механического института, работал в Отделе теоретической физики Физического института им. Лебедева АН СССР. В 1933 году избран членом-корреспондентом АН СССР (одновременно с П. И. Лукирским, И. В. Обреимовым, И. Е. Таммом, А. И. Тудоровским, А. В. Шубниковым и другими известными физиками).
30 декабря 1936 года был арестован по «Пулковскому делу», 25 мая 1937 года Военная коллегия Верховного суда СССР осудила его на 10 лет заключения (статья 58, пункты 8 и 11). 29 апреля 1938 года исключен Общим собранием АН СССР из состава членов-корреспондентов, протокол N2, § 5.
Содержался сначала в Орловской тюрьме, затем в лагере под Канском. Благодаря заступничеству академика А. Н. Крылова был переведён в авиационную «шарашку» ЦКБ-29 и получил возможность и в заключении работать по специальности. Был освобожден 4 марта 1947 года по окончании срока заключения.
После возвращения в Ленинград вновь преподавал в университете, заведовал кафедрой механики на математико-механическом факультете.
Скончался 12 сентября 1952 года после тяжёлой болезни сердца. Незадолго до кончины узнал о присуждении ему Сталинской премии за работы в области ядерной физики.
Крутков обладал незаурядным талантом лектора и популяризатора науки. 8 августа 1957 года решением Военной коллегии Верховного суда СССР реабилитирован, 13 декабря 1957 года Президиумом АН СССР посмертно восстановлен в правах члена-корреспондента АН СССР.

## Научная деятельность
Научные труды Круткова посвящены вопросам квантовой теории, статистической механики, механики твёрдых тел. В 1910-х — начале 1920-х годов, следуя по пути П. Эренфеста, провёл ряд исследований по теории адиабатических инвариантов, сыгравшей важную роль в становлении квантовой механики (сейчас эти работы представляют лишь исторический интерес).
Принципиальную важность имеет цикл работ Круткова по теории броуновского движения, которая применялась им для рассмотрения таких важных практических вопросов как описание корабельной качки; рассмотрел ряд задач, касающихся нелинейного вращательного броуновского движения. В начале 1930-х годов внёс вклад в развитие векторной теории гироскопов, применил её в сотрудничестве с А. Н. Крыловым для рассмотрения важных задач навигации воздушных и морских судов. В 1946—1947 годах работал в институте, созданном в 1945 году из немецких физиков-атомщиков под руководством Густава Герца в Сухуми. По результатам работы награждён в 1951 году Сталинской премией второй степени совместно с докторами Х. Барвихом и Г. Герцем за исследования динамики и устойчивости каскадов газодиффузионного разделения изотопов урана, результаты которых были использованы на промышленной установке в Новоуральске.
В последние годы жизни занимался теорией упругости.

## Награды
- Сталинская премия 2-й степени (1951)

## Публикации
- Крутков Ю. А. Адиабатические инварианты и их применения в теоретической физике // Труды ГОИ, 1921. — Т. 2. — Вып. 12. (Берлин).
- Крутков Ю. А. Принцип аналогии Бора в теории квантов. // УФН. — 1921. — Т. 2, вып. 2. — С. 272.
- Крутков Ю. А. I. Обобщение теоремы Лармора; II. Адиабатические инварианты двух существенных интегралов H = с1 и P = с2; III. Заметка о соотношении микроканонической системы с канонической системой; IY. Заметка об адиабатических инвариантах условно периодических систем // Труды ГОИ, 1923. — Т. 3. — Вып. 15. (Берлин, нем.).
- Крылов А. Н., Крутков Ю. А. Общая теория гироскопов и некоторых технических их применений. — Л.: Изд-во АН СССР, 1932. — 356 с.
- Крутков Ю. А. Тензор функций напряжений и общие решения в статике теории упругости. — М.—Л.: Изд-во АН СССР, 1949. — 198 с.